# Clofedanol
Clofedanol é um fármaco antitussígeno. Obteve status de medicamento OTC em 1987 pelo FDA. Foi introduzido em 1960, como resultado em pesquisas para a obtenção de medicamentos antiespasmódicos.